# Kelly Cup
The Patrick J. Kelly Cup – puchar będący przechodnim trofeum w rozgrywkach hokeja na lodzie East Coast Hockey League. 

## Historia
Przyznawany od 1997. Wcześniej za zwycięstwo w lidze dostawano Riley Cup. Nazwa trofeum została nadana na cześć pierwszego komisarza w historii ligi Patricka J. Kelly'ego. Puchar trzykrotnie zdobyły dwie drużyny Hampton Roads Admirals, South Carolina Stingrays, a kolejne dwie zdobyły dwa razy to trofeum. Łącznie puchar zdobyło 15 drużyn. Ostatnim zwycięzcą w roku 2009 została drużyna South Carolina Stingrays, która w finale pokonała Alaska Aces 4:3.

## Edycje

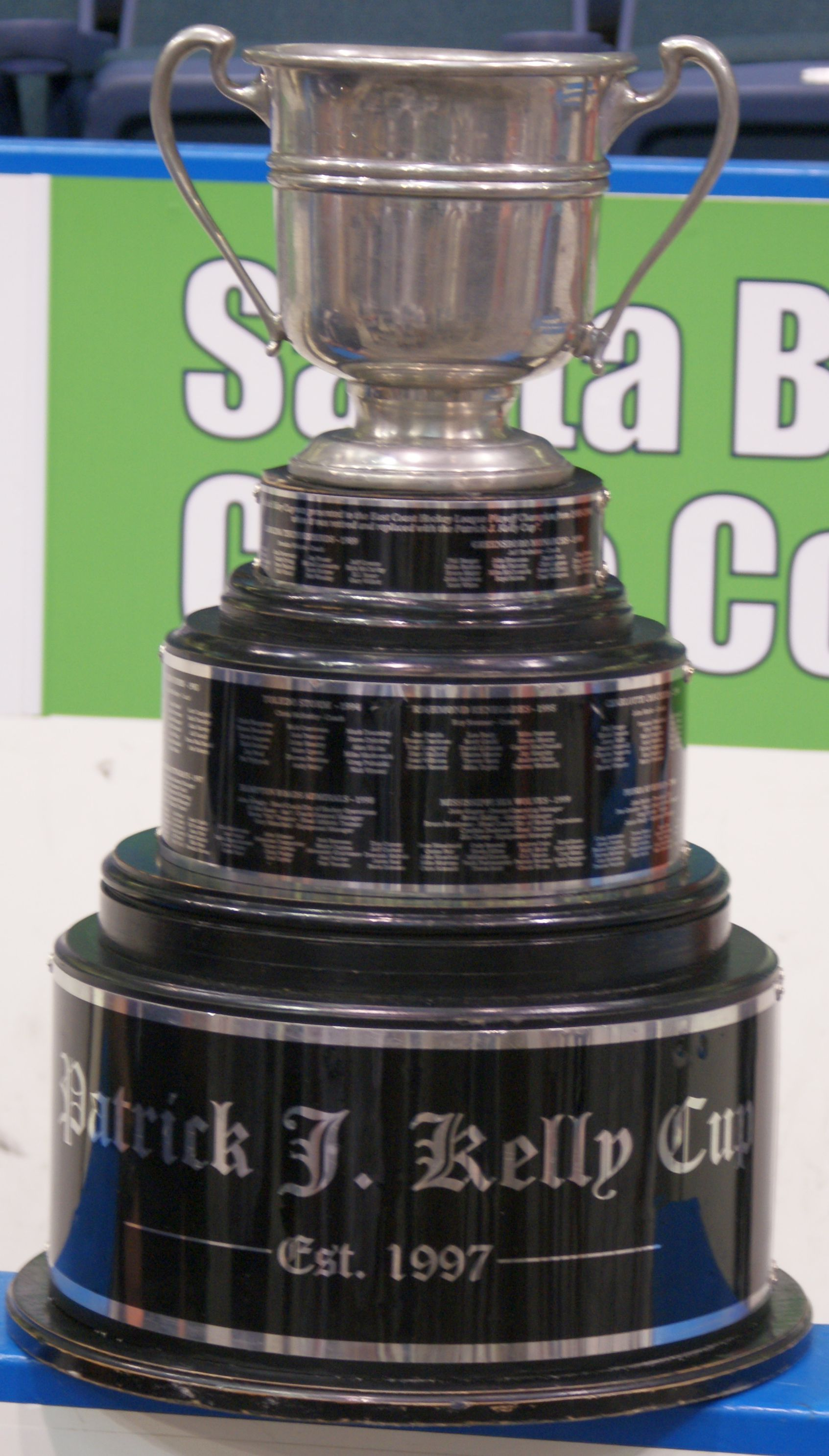
Puchar Kelly

| Sezon     | Zwycięzcy                                      | Wynik                                          | Przegrani                                      |
| --------- | ---------------------------------------------- | ---------------------------------------------- | ---------------------------------------------- |
| 1988/1989 | Carolina Thunderbirds (1)                      | 4–3                                            | Johnstown Chiefs                               |
| 1989/1990 | Greensboro Monarchs (1)                        | 4–1                                            | Winston-Salem Thunderbirds                     |
| 1990/1991 | Hampton Roads Admirals (1)                     | 4–1                                            | Greensboro Monarchs                            |
| 1991/1992 | Hampton Roads Admirals (2)                     | 4–0                                            | Louisville Icehawks                            |
| 1992/1993 | Toledo Storm (1)                               | 4–2                                            | Wheeling Thunderbirds                          |
| 1993/1994 | Toledo Storm (2)                               | 4–1                                            | Raleigh Icecaps                                |
| 1994/1995 | Richmond Renegades (1)                         | 4–1                                            | Greensboro Monarchs                            |
| 1995/1996 | Charlotte Checkers (1)                         | 4–0                                            | Jacksonville Lizard Kings                      |
| 1996/1997 | South Carolina Stingrays (1)                   | 4–1                                            | Louisiana IceGators                            |
| 1997/1998 | Hampton Roads Admirals (3)                     | 4–2                                            | Pensacola Ice Pilots                           |
| 1998/1999 | Mississippi Sea Wolves (1)                     | 4–3                                            | Richmond Renegades                             |
| 1999/2000 | Peoria Rivermen (1)                            | 4–2                                            | Louisiana IceGators                            |
| 2000/2001 | South Carolina Stingrays (2)                   | 4–1                                            | Trenton Titans                                 |
| 2001/2002 | Greenville Grrrowl (1)                         | 4–0                                            | Dayton Bombers                                 |
| 2002/2003 | Atlantic City Boardwalk Bullies (1)            | 4–1                                            | Columbia Inferno                               |
| 2003/2004 | Idaho Steelheads (1)                           | 4–1                                            | Florida Everblades                             |
| 2004/2005 | Trenton Titans (1)                             | 4–2                                            | Florida Everblades                             |
| 2005/2006 | Alaska Aces (1)                                | 4–1                                            | Gwinnett Gladiators                            |
| 2006/2007 | Idaho Steelheads (2)                           | 4–1                                            | Dayton Bombers                                 |
| 2007/2008 | Cincinnati Cyclones (1)                        | 4–2                                            | Las Vegas Wranglers                            |
| 2008/2009 | South Carolina Stingrays (3)                   | 4-3                                            | Alaska Aces                                    |
| 2009/2010 | Cincinnati Cyclones (3)                        | 4-1                                            | Idaho Steelheads                               |
| 2010/2011 | Alaska Aces (2)                                | 4-1                                            | Kalamazoo Wings                                |
| 2011/2012 | Florida Everblades (1)                         | 4-1                                            | Las Vegas Wranglers                            |
| 2012/2013 | Reading Royals (1)                             | 4-1                                            | Stockton Thunder                               |
| 2013/2014 | Alaska Aces (3)                                | 4-2                                            | Cincinnati Cyclones                            |
| 2014/2015 | Allen Americans (1)                            | 4-3                                            | South Carolina Stingrays                       |
| 2015/2016 | Allen Americans (2)                            | 4-2                                            | Wheeling Nailers                               |
| 2016/2017 | Colorado Eagles (1)                            | 4-0                                            | South Carolina Stingrays                       |
| 2017/2018 | Colorado Eagles (2)                            | 4-3                                            | Florida Everblades                             |
| 2018/2019 | Newfoundland Growlers (1)                      | 4-2                                            | Toledo Walleye                                 |
| 2019/2020 | sezon niedokończony z powodu pandemii COVID-19 | sezon niedokończony z powodu pandemii COVID-19 | sezon niedokończony z powodu pandemii COVID-19 |
| 2020/2021 | Fort Wayne Komets (1)                          | 3-1                                            | South Carolina Stingrays                       |